# Кріпацький театр
Кріпацький театр — специфічна галузь дворянської культури доби кріпацтва в Російській імперії. Реалізовувалась на засадах приватної власності над акторами, музиками, театральними декораторами і працівниками сцени як з боку імператорів, так і вельмож і дворян. Кріпацький театр проіснував в Російській імперії до скасування кріпацтва 1861 року і мав розважальний та комерційний характер.

## Історія
Ще на Константинопольському іподромі виступали тогочасні актори з усіх усуд — акробати з Єгипту, маги з Індії, танцюристи з країн Скандинавії у звірячих шкірах. Циркові вистави в Константинополі зафіксовані на мармурових рельєфах та на стулках із слонової кістки.
Циркова і театральна культура Стародавньої Русі не була такою барвистою, але існування скоморохів і їх концерти-вистави зафіксовані на фресках в Софійському соборі Києва. Шкіряні маски скоморохів знайдені в місті Великий Новгород, де існувало навіть декілька невеликих вулиць з поселеннями скоморохів.

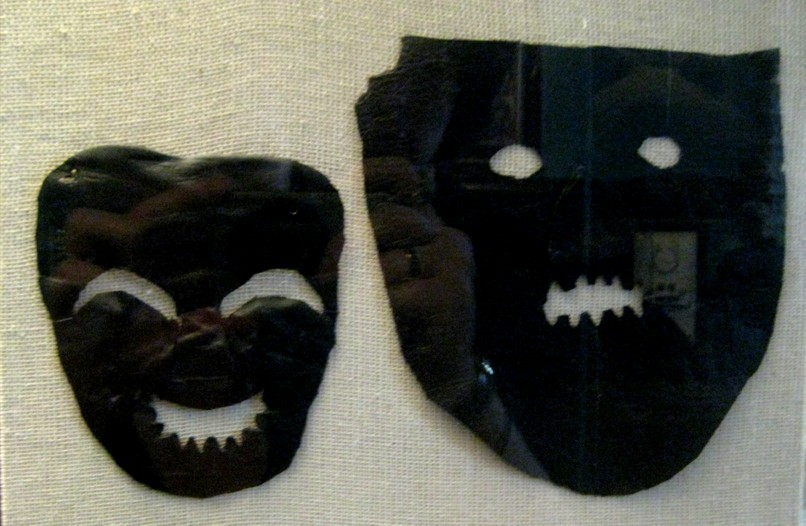
Шкіряні маски скоморохів, знайдені в Великому Новгороді, 12-13 ст, Державний історичний музей, Москва.
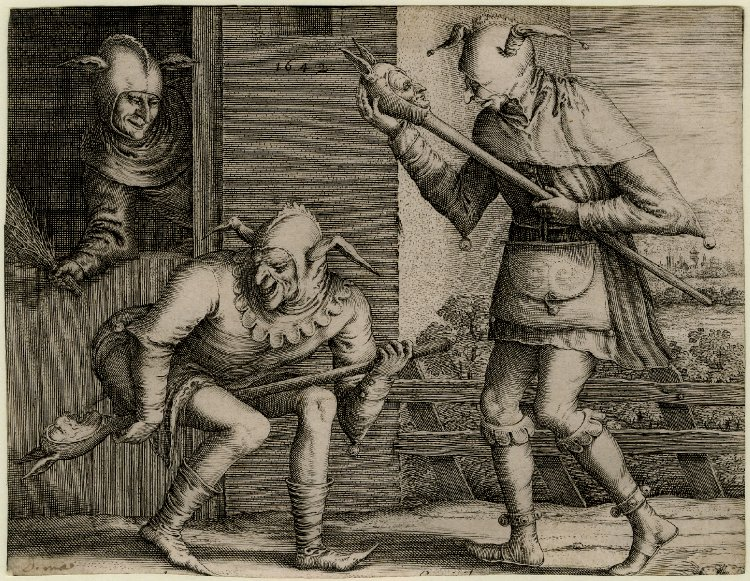
Три блазні карнавалу, гравюра 1542 р.

Знайомство із досягненнями західноєвропейського театру відносяться в Московії до другої половини 17 ст. Але прототеатральні вистави відбувались і в попередній період. Так, театральні вистави для простого люду створювали царські конюші. 1571 року якусь ватагу циркачів-скоморохів навіть взяли в надвірну службу московського царя.
Театральні вистави давали в Москві в Аптекарських палатах — за відсутністю тоді окремої театральної споруди. По смерті царя Олексія Михайловича 1676 року театральні вистави при царському дворі припинили. Збережені лише поодинокі відомості про нечасті театральні вистави, наприклад, 1685 року в підмосковному селі Ізмайлово у цариці Прасковії Федорівни — дружини одного із синів царя Олексія Михайловича. Дочка Олексія Михайловича, царівна Наталя Олексіївна, була прихильницею театру. Для неї робили невеликі вистави в царському селі Преображенське. З переносом царського двору в Санкт-Петербург перебралась туди і Наталя Олексіївна, де в період 1711—1716 рр. театральні вистави відновили.
В самій Москві популярність виборов театр Кунста, що діяв в 1702—1707 рр. Яків Кунст набрав російських учнів-акторів і відкрив театр в Німецькій слободі, де оселили іноземців і яку залюбки відвідував цар Петро І. Згодом для театральних вистав вибудували дерев'яну «театральну хоромину».
В Москві в першій половині XVIII ст. працювали також два аматорські шкільні театри: один при Слов'яно-греко-латинській академії, другий при Московському військовому шпиталі — першому лікарському та медичному навчальному закладі в Російській імперії. Власні аматорські театральні колективи виникають і при інших навчальних закладах. В театральному гуртку при Московському університеті активну участь брали майбутні письменники М. М. Херасков та Д. І. Фонвізін. Актори університетського гуртка давали вистави в приміщенні, яке орендував антрепренер-італієць Дж. Б. Локателлі. Відомо, що вистави університетського гуртка чергувались з виставами італійської театральної трупи.
Перший театр просто неба в парку на великоруських теренах виник в Петербурзі. Його прагнув створити в парадній резиденції царя Стрельна французький ландшафтний архітектор Олександр Леблон. Леблон необережно переніс паркову споруду південних європейських країн (Італії та Франції) в північний Петербург. Надто короткий термін праці в Петербурзі Леблона, охолодження царя до створення резиденції в Стрельні не сприяли реалізації театру просто неба в тому саду. До того ж, цар Петро І знав про театр, але ніколи не був його прихильником. Театр просто неба в Стрельні так і залишився в проекті.
Стилістика бароко, навпаки, була настояна на театралізації. Нею були просякнуті літергія в церкві, придворні свята і офіційний церемоніал, садово-паркова скульптура, барокові плафони, декоративні фрески в палацах та ілюстрації до тодішніх видань.
Перші позиції серед кріпацьких театрів посіли театри вельмож Шеремєтєвих. В парадній резиденції Шеремєтєвих — садибі Кусково, функціонувало три різні театри, один із яких — просто неба в парку. Акторів набирали із здібних селян. Слави як оперна співачка і актриса зажила дочка коваля Параша, сценічний псевдонім якої Жемчугова. Володар садиби Кусково мав оперну і балетну трупи та школу для талановитих дітей кріпаків.

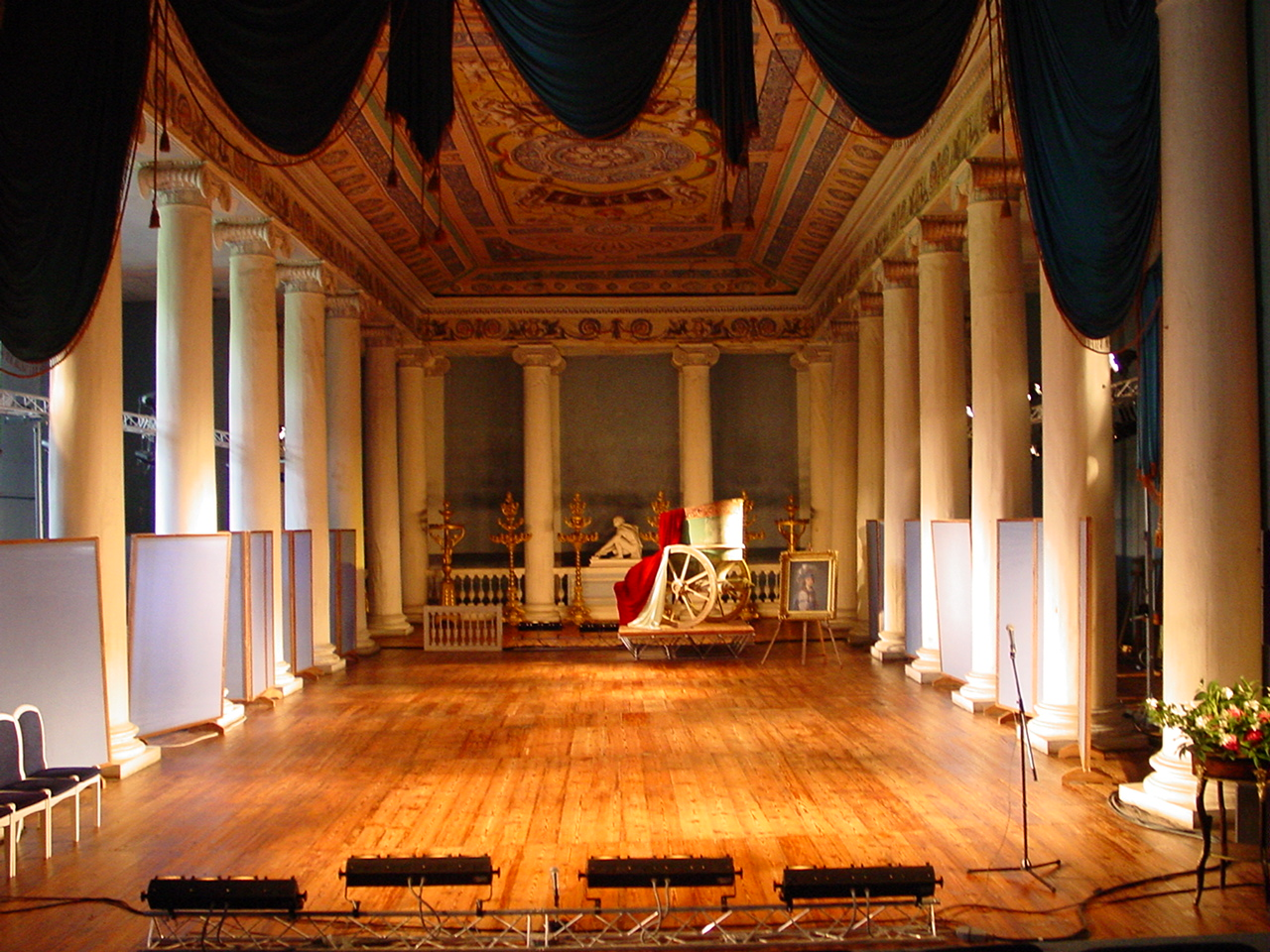
Збережена сцена театру кінця 18 століття в Останкіно

Кріпацькі театри в Петербурзі утримували вельможі Григорій Потьомкін в Таврійському палаці та спадкоємець російського престолу, великий князь Павло Петрович в Павловську.
На зламі 18-19 ст. тільки в підмосковних садибах нараховували більше десяти кріпацьких театрів. Серед них:
- кріпацький театр в будинку-палаці Позднякова П. А. на вул. Нікітській
- в садибі Аграфени Закревської Івановське неподалік міста Подольськ
- в унікальній за розплануванням садибі Алмазово М. М. Демидова, дипломата і таємного радника
- в садибі Марфіно Салтикової Д. П.
- в садибі Ольгово генерала С. С. Апраксіна
- в садибі Троїцьке Воронцової-Дашкової
- в садибі Любліно Дурасова Миколи Олексійовича (нині в межі Москви).

Кріпацький театр в садибі Любліно був популярним в Москві і конкурував із відомим театром вельмож Шеремєтєвих. Якщо два театри в садибі Кусково були знищені, театр та підготовча школа для кріпаків-акторів в садибі Любліно збережена до 21 ст. Микола Олексійович Дурасов утримував також ще два кріпацьких театри в симбірському маєтку та в одній із садиб за Волгою (нині Нікольске-на-Черемшані).

Кріпацький театр в садибі Останкіно, план кінця 18 ст.[2]
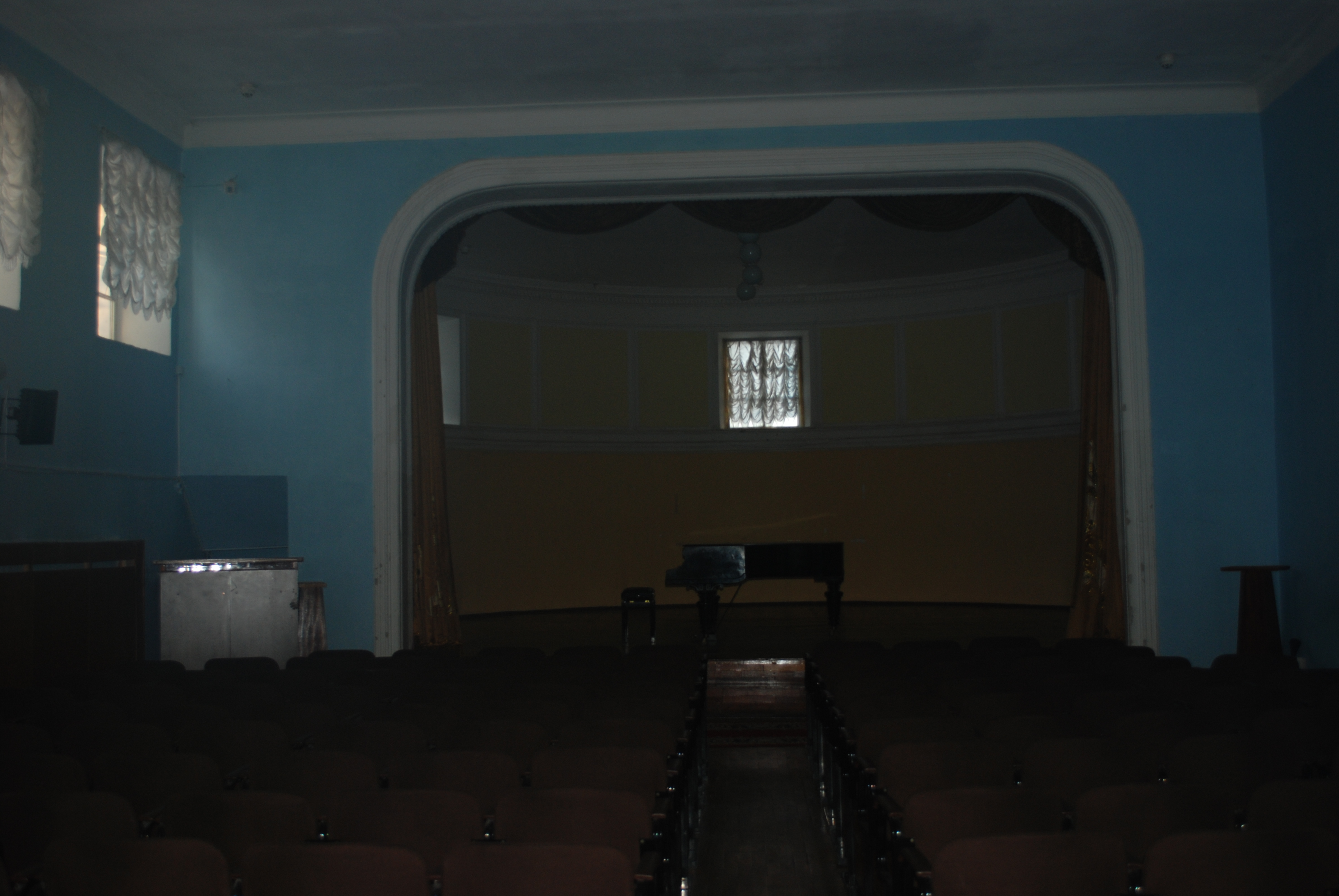
Збережена сцена театру кінця 18 століття в колишній садибі Івановське
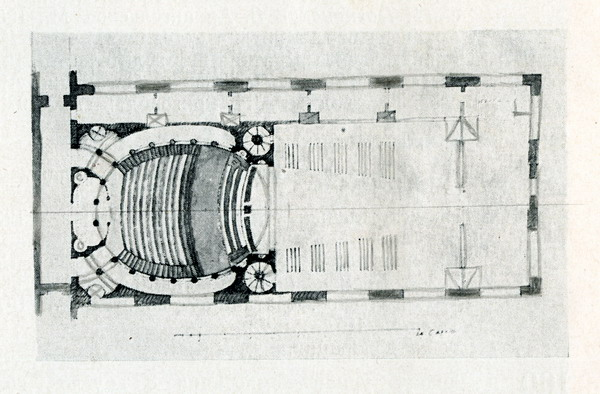
Кріпацький садибний театр, план.Музей-садиба Архангельське
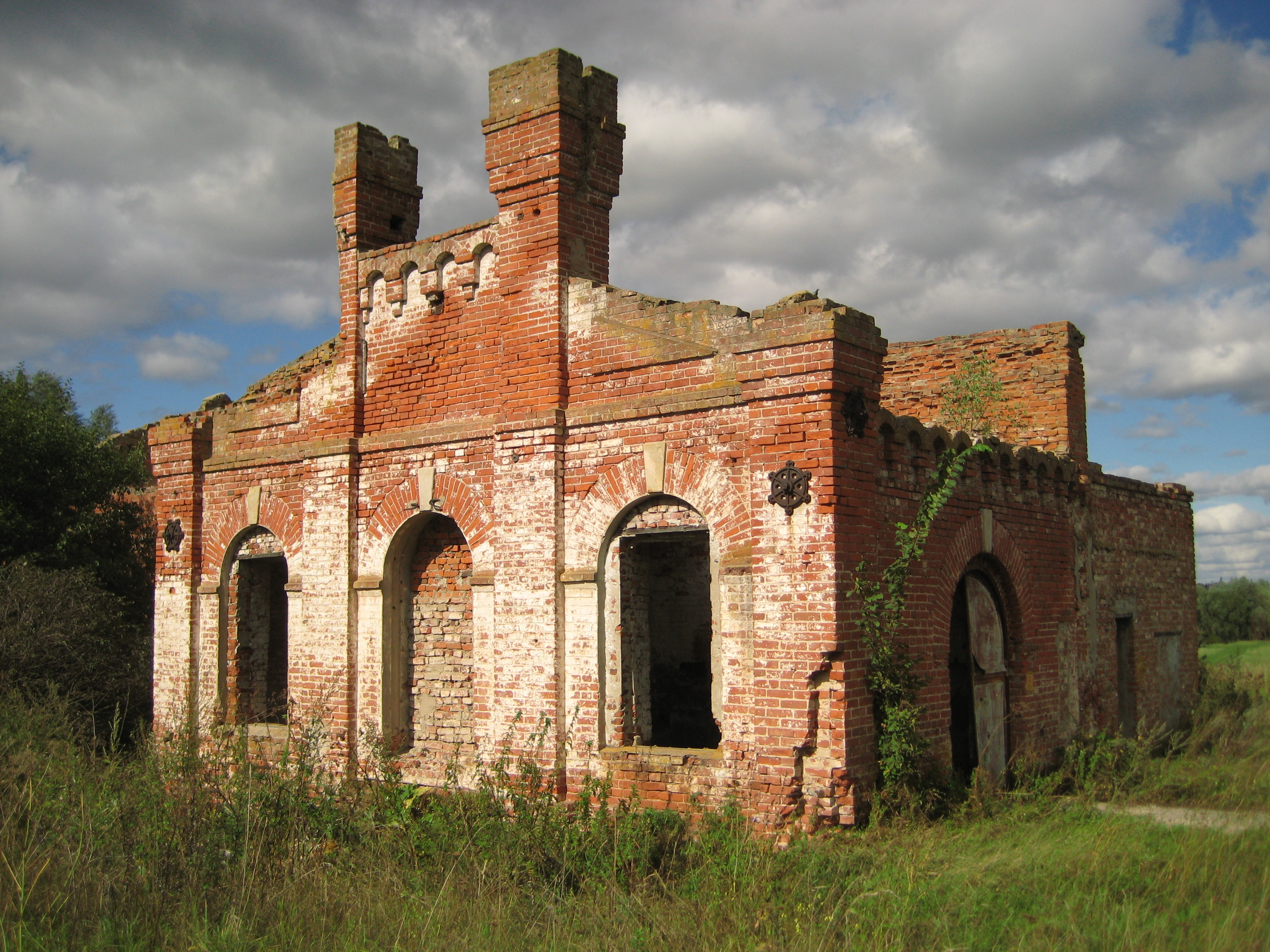
Колишня садиба «Троїцьке» Воронцової-Дашкової, руїни садибного театра
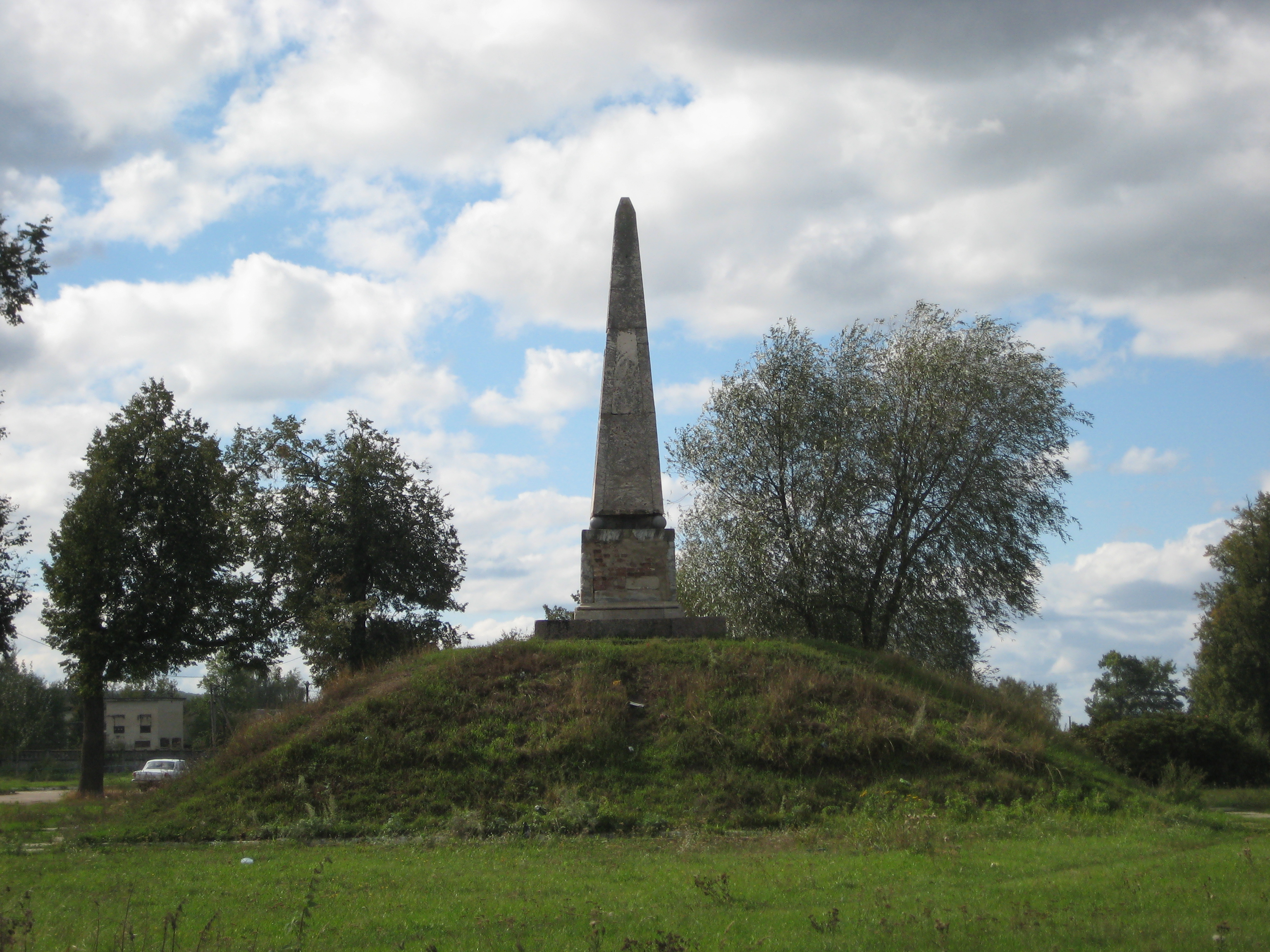
Садиба «Троїцьке», обеліск в колишньому парку
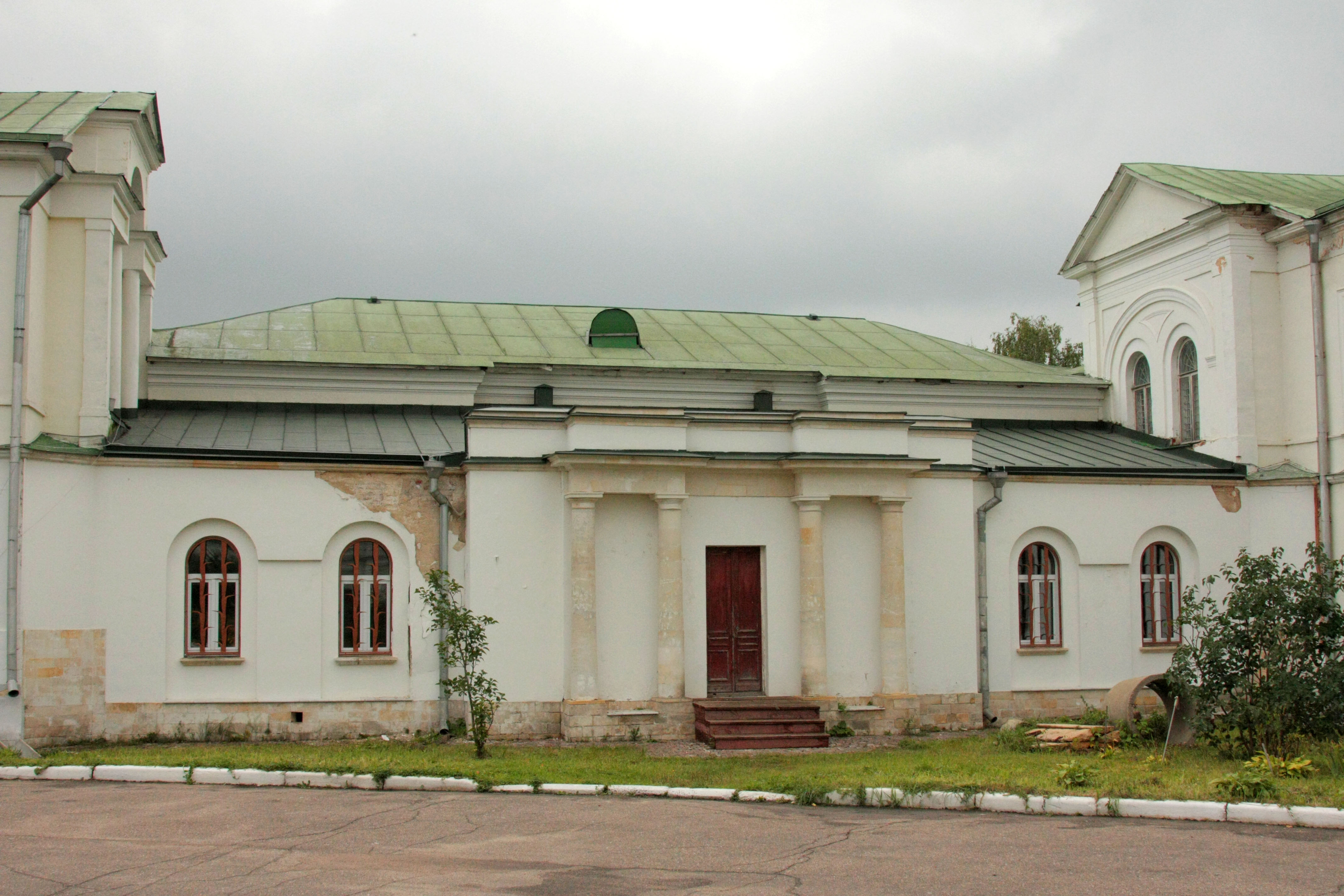
Колишня садиба «Івановське» Аграфени Закревської, фасад кріпацького театру
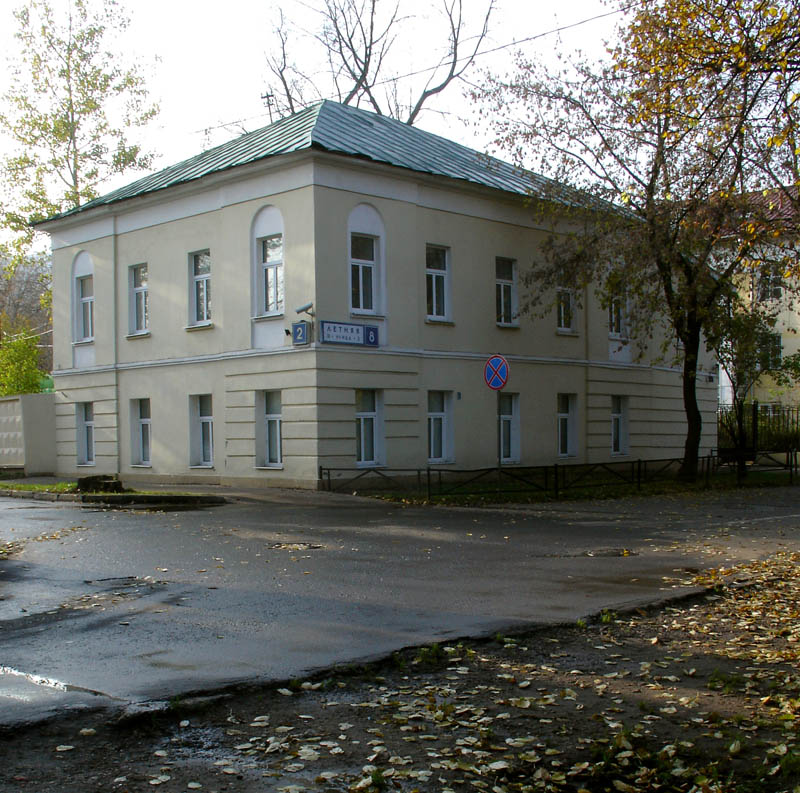
Колишня садиба «Любліно», флігель театральної школи для кріпаків-акторів, фото 2007 року

## Кріпацький театр в Україні
Декілька кріпацьких театрів розмістили і в Україні. Серед них найпопулярнішими були театр в селі Кибинці Полтавської губернії в садибі вельможі Дмитра Трощинського, а також театр поміщика Д. Ширая в селі Спиридонова Буда на Чернигівщині. Останній неодноразово приїздив на гастролі в місто Київ.
В Західній Україні на Волині існував кріпацький театр в селі Романові, де ставили оперні вистави. В садибі мецената Тарнавського в селі Качанівка в Чернігівській губернії театральні вистави відвідували як сусіди, так і Гоголь Микола Васильович, Максимович Михайло Олександрович, Маркевич Миколай Андрійович. Кріпацький театр Тарнавского згадував у повісті «Музыкант» Тарас Шевченко.

## Кріпацький театр в Білорусі

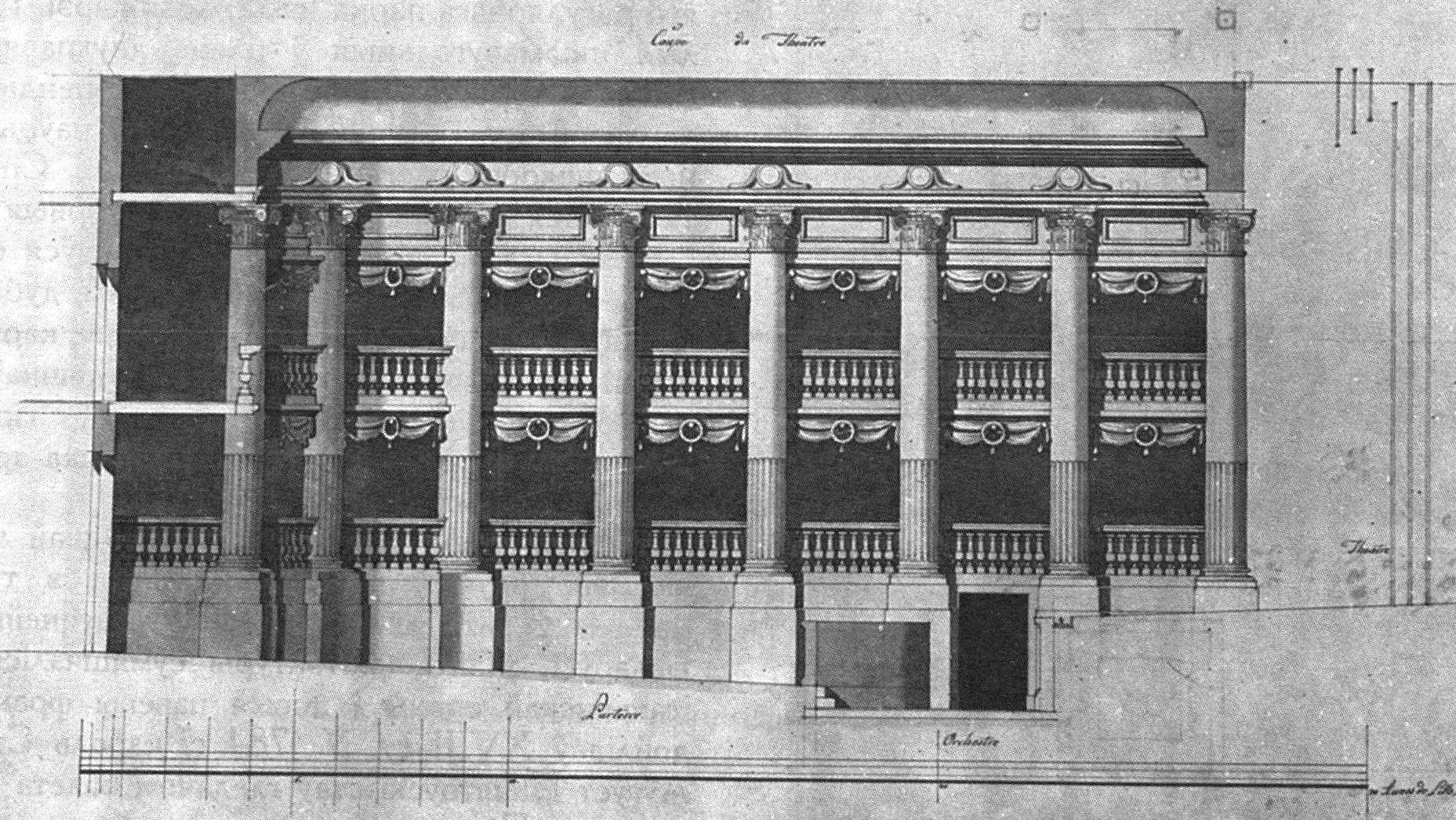
Ружанський палац. Театральна зала, проект.

В кращу пору кріпацький театр обладнали в парадній резиденції Сапег — у Ружанському палаці. Комплекс споруд вибудував архітектор Ян Самуель Беккер, саксонець за походженням.
Симетрично Західного флігеля на протилежному боці почесного двору стояв Східний флігель. В середині споруди розмістили парадні сходи, що поділяли видовжений корпус на критий манеж та театр. Глядацька зала театру мала вигляд підкови з двома ярусами лож. Сцена мала театральні механізми з можливостями тричі міняти декорації. Акторів навчали французької, якщо ставили вистави французьких авторів. Так, 1784 року на честь короля Польщі Станіслава Августа Понятовського дали балет «Милосердя (імператора) Тіта» та музичну комедію «Чарівне дерево». В кращу пору оркестр театру мав до сорока музикантів.
Мав власний театр і Несвізький замок, парадна резиденція роду Радзивілл.

## Власники й кріпаки

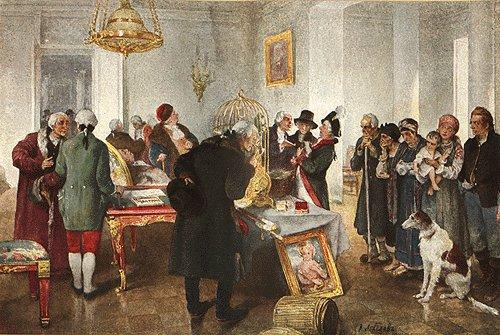
Клавдій Васильович Лебедєв (1852—1916). «Продаж кріпаків з аукціону».

Стосунки між власниками та кріпаками носили відверто феодальний характер. Власною жорстокістю до кріпаків-акторів ганебно уславився володар орловського кріпацького театру граф Сергій Каменський. Події в його театрі описав російський письменник Н. А. Лесков у повісті «Тупейный художник». Квитки до театру граф продавав сам і сам сидів в театральній касі. В антрактах публіку пригощали пастилою, моченими яблуками і медом. Граф пильно слідкував за грою кріпаків-акторів і записував всі помилки. На театральній сцені вивішував декілька батогів. Після кожного акту він приходив за лаштунки і чинив розправу з винуватими виконавцями, а крики побитих було добре чути в глядацькій залі.

## Інші види театрального мистецтва в добу кріпацтва
Існував не тільки театр доби кріпацтва. Близькими до нього були також театралізовані покоси (так звані дивертисменти). Перевдягнені в святковий одяг зовнішньо привабливі дівчата і парубки демонстрували косовицю, водночас співали та водили хороводи. Власні хори мали архімандрити, дрібні поміщики, дворяни, що не утримували театр. Князь Гагарін А. І. не мав театральної трупи, але хорові концерти давали чотири його дівчини-кріпачки. Користувався популярністю в Москві та у недалеких від неї містечках хор князя Ю. Н. Голіцина. Хор стане в 1840-ві роки професійним та почне гастролі в європейській частині Російської імперії.
Іншим різновидом театралізованого концерту були виступи оркестрів рогової музики. Кожний з музик мав рожок для відтворення лише одної ноти.

## Занепад і зникнення
Професійне зростання музичної культури і виконавського рівня спричинило занепад кріпацьких оркестрів, капел і театрів. У другій третині 19 століття кріпацькі оркестри і театри використовують і кріпаків, і вільних виконавців. Кріпацькі колективи і театри занепадають, а їх представники або відходять від виконавства, або звільняються й переходять на працю в міста. Кріпацькі театри і оркестри остаточно зникають після скасування кріпацтва 1861 року.

## Наслідки
Вищі досягнення кріпацького театру прийшлися на кризові роки війний 1812 року і реакційного режиму царя Миколая І. Але спроби проаналізувати ситуацію вже розпочалися. Відомий відгук про стан справ і непривабливість обох головних суб'єктів процесу намагався зробити князь Петро Андрійович Вяземський: 
| Часто смеялись и смеются и ныне над этими полубарскими затеями. Они имели и свою хорошую сторону. Эти затеи прививали дворне некоторое просвещение, по крайней мере грамотность; если не любовь к искусствам, то по крайней мере ознакомление с ними. Это все-таки развивало в простолюдинах человеческие понятия и чувства, смягчало нравы и выводило дворовых людей на Божий свет. От этого скоморошества должны были неминуемо западать в них некоторые благие семена. Эти полубарские затеи могли иметь и на помещиков благодетельное влияние: музыка, театральное представление отвлекали их отчасти от псовой охоты, карт и попоек. |
Ефемерне мистецтво театру зникало із закінченням свят чи смертю володаря-поміщика. Ніхто не піклувався про збереження пам'яті про гучні свята і колишні театральні вистави. Неповні свідоцтва про це залишились лише в мемуарах. Навіть відомому театральному колекціонеру Олексію Бахрушину не вдалося перехопити архівні і театральні речі, що стосувались, наприклад, театру в Кусково доби кріпацтва. Управитель садиби без дозволу володаря С. Шеремєтєва спалив декілька скринь з театральним реквізитом, переліками ролей і нотними збірками 18 століття. Без втручання Бахрушина історично-документальні втрати в історії театру могли бути значно більшими.

## Кріпацькі театри доби СРСР
Кріпацький театр набув ще більше негативних рис у часи сталінських репресій — агресія й приниження людської гідності, примус, праця в пристосованих приміщеннях, розвинена система покарання. Комуністичне колесо репресій масово зачепило як простих селян і робітників, так і творчих працівників — оперних співаків, художників, музикантів, естрадних виконавців. У багатьох концентраційних таборах для радянських арештантів виникають театральні колективи і концертні бригади. У віддалених від культурних центрів місцинах в степах Казахстану, лісах Сибіру і пустелях Середньої Азії виникають наскоро створені з саману будинки культури і театральні бараки, котрими керував культурно-виховний відділ концтабору. Кіно та концертні бригади були призвані розважати в першу чергу концтаборне начальство та їх дружин.
Новий етап арештованих приводив до концтабір акторів, оперних співаків, художників-декораторів. Арештант Г. І. Левин пригадував, як в зону будівництва порохового заводу примусово пригнали джазовий оркестр, укомплектований із заарештованих харбинців-кавежединців. Колишні актори знайшлись і серед зеків-будівників мідноливарного заводу в місті Балхаш. Левин писав, що до свят зеки-актори готували концертні програми і навіть вистави. Також був створений хор із в'язнів. Драмгуртком керував теж в'язень, колишній вільний актор Борис Еверт. Так, він реалізував в концтабірних умовах виставу «Без вины виноватые» М. Островського, а також комедію «Тітка Чарлея». Радянська цензура дозволила показати в СРСР англійську кінострічку з тою ж назвою, і вона набула популярності. П'єсу змогли розшукати у вільному театрі міста Балхаш. По закінченні війни 1941—1945 рр. ця зона-концтабір знадобилась для розташування японських військовополонених, тому радянських в'язнів разіслали по іншим концтаборамм Карлагу (Крагандинський концентраційний табір).
Велика кількість творчих працівників — артистів, музикантів, художників і науковців, примусово переселених в радянські концентраційні табори, працювали в нелюдських умовах, втрачали здоров'я й так і не доживали до звільнення.